# 托尼敦 (馬里蘭州)
托尼敦（英語：Taneytown）是一個位於美國馬里蘭州卡洛爾縣的市鎮。

## 人口
根據2020年美國人口普查的數據，托尼敦的面積為8.19平方千米，當中陸地面積為8.17平方千米，而水域面積為0.02平方千米。當地共有人口7234人，而人口密度為每平方千米883人。